# 卡尔·米夏埃尔 (梅克伦堡)
卡尔·米夏埃尔·威廉·奥古斯特·亚历山大（Karl Michael Wilhelm August Alexander，1863年6月17日—1934年12月6日），梅克伦堡-施特雷利茨公爵，梅克伦堡-施特雷利茨王子，俄罗斯帝国陆军中将。是梅克伦堡-施特雷利茨大公格奧尔格的次子格奧爾格·奧古斯特与沙皇保罗一世的孙女叶卡捷琳娜·米哈依洛芙娜女大公的次子。

## 生平
卡尔·米夏埃尔的哥哥格奧爾格·亞歷山大与俄罗斯人卡尔罗女伯爵纳塔莉娅·万莉雅尔斯卡娅结婚，此次婚姻是贵庶通婚，他们的儿子小格奥尔格原本不被承认为家族成员。1909年，卡尔·米夏埃尔公爵被表侄子、俄罗斯沙皇尼古拉二世和堂兄阿道夫·腓特烈五世大公指定为亡兄四个子女卡塔里娜、玛丽、艾瑪莉亞以及格奥尔格的监护人。由于卡尔·米夏埃尔未婚且没有子嗣，1928年他收养格奥尔格作为养子。
1918年2月，梅克伦堡-施特雷利茨大公阿道夫·腓特烈六世自杀身亡。此时的梅克伦堡-施特雷利茨仅剩下卡尔·米夏埃尔一名嫡系成员，且他已于1914年6月24日放弃继承权。
1929年，卡尔·米夏埃尔的侄子格奥尔格被俄罗斯皇位继承人基里尔·弗拉基米洛维奇大公封为梅克伦堡公爵，拥有与家族嫡系成员相同的继承权，成为梅克伦堡-施特雷利茨系大公继承人。卡尔·米夏埃尔公爵于1934年去世。
卡尔·米夏埃尔的侄子兼养子格奧爾格在他去世後成为梅克伦堡家族施特雷利茨系的家族首領。
1. ↑  . DeWiki.   [2025-01-08] （de-DE）.